# Anfiteatro romano de Béziers
El anfiteatro romano de Béziers o las arenas de Béziers son un anfiteatro de la colonia romana de Colonia Vrbs Julia Septimanorum Baeterrae, construido en el siglo I d. C. (no se dispone de más datos) al sur de la ciudad romana de Baeterrae, en la Galia Narbonense (actual Béziers, en la región de Occitania), cerca del antiguo teatro de la colina de Saint-Jacques.
En un emplazamiento que ya había sido ocupado por el hombre algunos siglos antes de su construcción, el anfiteatro parece haber sido abandonado a finales del siglo II. En la Edad Media, se utilizó como cantera de piedra y se construyeron hornos de alfarero en su mampostería, antes de que se levantaran edificios sobre sus subestructuras hasta mediados del siglo XX. Despejadas y excavadas entre 1987 y 2005, las ruinas se convirtieron parcialmente en un jardín público y fueron declaradas monumento histórico en 2013.

## Ubicación

El anfiteatro en el plano de la ciudad moderna.

El anfiteatro se construyó en la parte sur de la ciudad antigua. La parte occidental del anfiteatro descansa sobre la colina Saint-Jacques. En la ciudad moderna, varios odónimos atestiguan su presencia: rue des Anciennes Arènes, rue du Cirque —siguen la curva del anfiteatro hacia el sur y el sureste—, rue du Puits des Arènes. Esta última calle forma parte de la Vía Domiciana a su paso por Béziers. La parcelación catastral y las fachadas de algunos edificios ponen de manifiesto la ubicación de algunos muros (anulares o radiales) del anfiteatro.
Tras las excavaciones arqueológicas y la restauración del yacimiento entre 1987 y 2005, se ha acondicionado un jardín público en parte de la arena y la cávea.

## Descripción

### Dimensiones y capacidad
A falta de restos elevados, las dimensiones del anfiteatro se estimaron inicialmente a partir de fotografías aéreas, planos catastrales y escasas observaciones arqueológicas. Varían mucho según los autores. Para Gérard Coulon (2006), son de 86 70 m.
Las observaciones más recientes, fruto de una sucesión de campañas de estudio a lo largo de casi 20 años, dan unas dimensiones del anfiteatro de 108,3 x 88,6 m, con un aforo máximo de 13 700 espectadores.

### Arquitectura

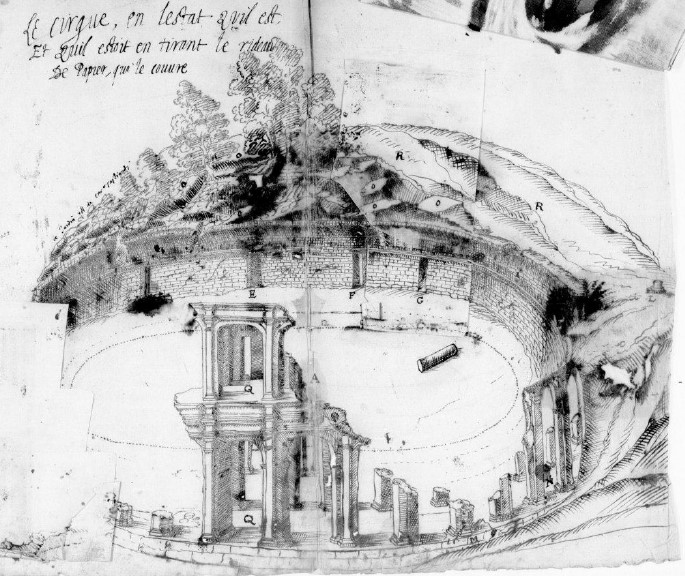
Restos del anfiteatro hacia 1628.

Hacia 1628, Anne  Rulman y Pierre Barral, dos arquitectos, publicaron una obra sobre los monumentos antiguos de la Galia Narbonense. Varias láminas están dedicadas al anfiteatro de Béziers. Una de ellas reproduce los restos del monumento, y trabajos recientes han confirmado la exactitud de estos dibujos.
La fachada exterior adopta la forma de una sucesión de arcadas, quizá abiertas, dispuestas en dos plantas y enmarcadas por columnas y pilastras. El monumento puede alcanzar una altura máxima de 17 m..Como el anfiteatro se construyó en parte sobre una colina, parece que algunas partes de las gradas y de la fachada se excavaron en la roca, ahorrando así mampostería.
Para facilitar la circulación de los espectadores, una galería anular de 3,78 m de ancho rodea la cávea de la planta baja, a medio camino entre la arena y la fachada. La arena, por su parte, está separada de las primeras filas de gradas por un muro. Sin embargo, el número de gradas y la disposición de los accesos (vomitorios) siguen siendo en gran parte desconocidos. Sin embargo, parece que se abría un vomitorio en cada extremo del eje principal del anfiteatro.
El monumento parece estar construido principalmente en pequeño aparejo de escombros de piedra caliza, con bloques más grandes utilizados para los cimientos, la base de pilastras y las bóvedas. A excepción de algunas molduras, no se ha encontrado decoración esculpida.

## Historia y vestigios

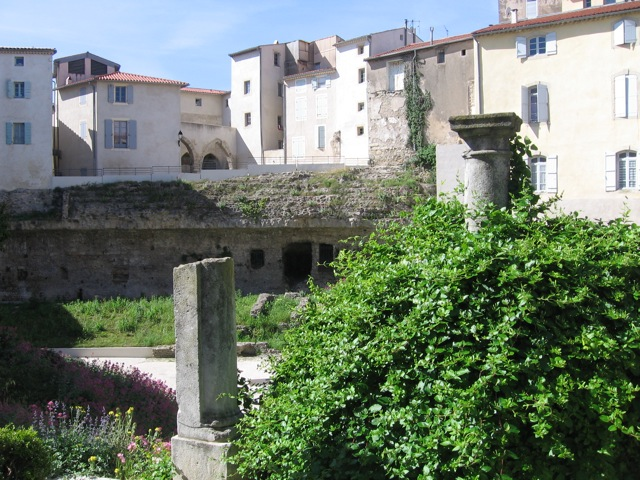
Arena y restos del pasillo anular al fondo.

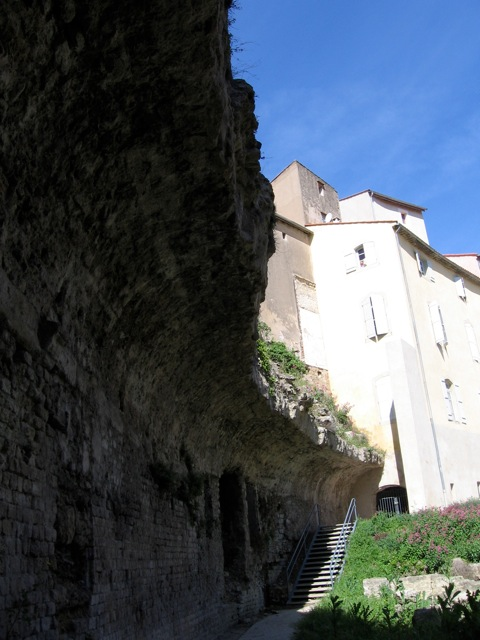
Restos del corredor anular.

La ocupación del emplazamiento del anfiteatro está atestiguada en el siglo V: fragmentos de cerámica, desechos de cocina, rastros de habitación y silos se encuentran en el lugar.
El estilo arquitectónico del anfiteatro sugiere una fecha de construcción bastante temprana, probablemente durante el periodo de  principios del siglo I. o finales, según los autores, y parece que ningún otro edificio antiguo, vivienda u otro, ocupaba la zona alrededor del monumento. El anfiteatro parece haber sido abandonado a finales del siglo III.
En la Edad Media, el edificio se utilizó como cantera de piedra, en particular para la Iglesia Saint-Jacques de Béziers, cuya primera construcción data del periodo siglo XII.
Al mismo tiempo, las ruinas del anfiteatro dejaron constancia de actividades artesanales: en sus muros se excavaron hornos de alfarero. Más tarde, hasta la década de 1970, las estructuras del anfiteatro (muro frontal, galería anular) parecen haber sido utilizadas progresivamente como base de edificios, tras la elevación del terreno. Un callejón medieval sigue la línea de uno de los vomitorios.
Entre 1987 y 2005 se llevó a cabo una amplia campaña de excavación y restauración que sacó a la luz numerosos restos (gradas, vomitorios, galería de circulación anular, columnas, etc.) que ahora son accesibles al público en un jardín municipal.
Los restos del antiguo anfiteatro romano de Béziers fueron catalogados como monumentos históricos por orden de 16 de mayo de 2013.